# Герои Социалистического Труда Брянской области
В настоящий список включены:
- Герои Социалистического Труда, на момент присвоения звания проживавшие на территории Брянской области, — 63 человека;
- уроженцы Брянской области, удостоенные звания Героя Социалистического Труда в других регионах СССР, — 116 человек;
- Герои Социалистического Труда, прибывшие на постоянное проживание в Брянскую область, — 4 человека.

Вторая и третья части списка могут быть неполными из-за отсутствия данных о месте рождения и проживания ряда Героев.
В таблицах отображены фамилия, имя и отчество Героев, должность и место работы на момент присвоения звания, дата Указа Президиума Верховного Совета СССР, отрасль народного хозяйства, место рождения/проживания, а также ссылка на биографическую статью на сайте «Герои страны». Формат таблиц предусматривает возможность сортировки по указанным параметрам путём нажатия на стрелку в нужной графе.

## История
Впервые звание Героя Социалистического Труда на территории современной Брянской области было присвоено Указом Президиума Верховного Совета СССР от 5 ноября 1943 года путейцу 79-го восстановительного железнодорожного батальона 5-й железнодорожной бригады красноармейцу И. Я. Суку за особые заслуги в обеспечении перевозок для фронта и народного хозяйства и выдающиеся достижения в восстановлении железнодорожного хозяйства в трудных условиях военного времени. После же образования Брянской области первым Героем Социалистического Труда стала 2 апреля 1948 года колхозница-коноплевод А. Ф. Мартынова (в замужестве Шамкова).
Большинство Героев Социалистического Труда в Брянской области приходится на работников сельского хозяйства — 37 человек; машиностроение — 6; транспорт — 5; строительство, оборонная, лёгкая промышленность, промышленность стройматериалов — по 2; металлургия, электронная, пищевая промышленность, мелиорация, здравоохранение, госуправление — по 1.

## Лица, удостоенные звания Героя Социалистического Труда в Брянской области
| №  | Фамилия, имя, отчество              | Даты жизни              | Деятельность | Дата присвоения | Отрасль            | Место рождения       | ГС        |
| -- | ----------------------------------- | ----------------------- | --- | --------------- | ------------------ | -------------------- | --------- |
| 1  | Азимова (Шупикова) Любовь Ивановна  | род. 1941               | Свинарка колхоза «Решительный» Новозыбковского района Брянской области | 22.03.1966      | сельхоз            | Новозыбковский район | [ ГС 1 ]  |
| 2  | Андрюхина Мария Фёдоровна           | 15.01.1916 — 16.06.2004 | Стерженщица Бежицкого сталелитейного завода Брянского совнархоза | 07.03.1960      | металлургия        | *Смоленская область  | [ ГС 2 ]  |
| 3  | Артюхов Анатолий Андреевич          | 1937 — 18.09.2001       | Бригадир жестянщиков Брянского автомобильного завода производственного объединения БАЗ Министерства автомобильной промышленности СССР                                             | 31.03.1981      | машиностроение     | Брянская область     | [ ГС 3 ]  |
| 4  | Баканов Виктор Георгиевич           | 25.03.1942 — 04.05.2013 | Токарь Брянского завода технологического оборудования Министерства электронной промышленности СССР                                                                                | 10.03.1981      | электронпром       | Брянская область     | [ ГС 4 ]  |
| 5  | Баранова Ефросинья Васильевна       | 02.06.1922 — 11.02.1999 | Звеньевая колхоза «Слава» Дубровского района Брянской области | 30.04.1966      | сельхоз            | Дубровский район     | [ ГС 5 ]  |
| 6  | Баранок Михаил Степанович           | 21.10.1942 — 12.08.2014 | Председатель колхоза «Победа» Погарского района Брянской области | 29.08.1986      | сельхоз            | *Витебская область   | [ ГС 6 ]  |
| 7  | Борисова Валентина Николаевна       | 14.05.1933 — 27.04.2015 | Ткачиха Брянского камвольного комбината Министерства лёгкой промышленности РСФСР                                                                                                  | 09.06.1966      | легпром            | Брянск               | [ ГС 7 ]  |
| 8  | Бурдин Леонид Владимирович          | 25.01.1932 — 04.09.2003 | Бригадир колхоза «Ленинский путь» Унечского района Брянской области | 11.12.1973      | сельхоз            | Унечский район       | [ ГС 8 ]  |
| 9  | Буров Геннадий Павлович             | 08.02.1924 — 07.02.1985 | Генеральный директор производственного объединения «Брянский машиностроительный завод» Министерства тяжёлого и транспортного машиностроения СССР                                  | 31.03.1981      | машиностроение     | *Ульяновская область | [ ГС 9 ]  |
| 10 | Быконя Зинаида Савостьяновна        | 07.07.1928 — 27.08.2017 | Ткачиха тонкосуконной фабрики имени Ленина Брянского совнархоза, гор. Клинцы | 07.03.1960      | легпром            | Клинцовский район    | [ ГС 10 ] |
| 11 | Вальков Николай Стефанович          | 12.05.1929 — 28.01.2005 | Бригадир колхоза «Путь Ленина» Погарского района Брянской области | 11.12.1973      | сельхоз            | Погарский район      | [ ГС 11 ] |
| 12 | Гордеева Таисия Васильевна          | 14.01.1930 — 09.09.2012 | Бригадир рабочих Погарского сигаретно-сигарного комбината Министерства пищевой промышленности РСФСР, Брянская область                                                             | 17.01.1974      | пищепром           | Погарский район      | [ ГС 12 ] |
| 13 | Горохов Михаил Фёдорович            | 21.11.1917 — 06.06.1980 | Машинист паровозного депо Брянск-2 Московско-Киевской железной дороги, Брянская область                                                                                           | 01.08.1959      | транспорт          | Почепский район      | [ ГС 13 ] |
| 14 | Гришина Пелагея Николаевна          | 13.12.1925 — 1995       | Рабочая Брянского химического завода Министерства машиностроения СССР | 26.04.1971      | оборонпром         | Выгоничский район    | [ ГС 14 ] |
| 15 | Дегтярёв Александр Семёнович        | 04.09.1932 — 23.09.1982 | Машинист экскаватора Жуковской передвижной механизированной колонны «Водхозстрой» Министерства мелиорации и водного хозяйства РСФСР, Жуковский район Брянской области             | 08.04.1971      | мелиоводхоз        | Жуковский район      | [ ГС 15 ] |
| 16 | Джем Иван Павлович                  | 12.10.1921 — 26.02.2003 | Директор племсовхоза «Красный Октябрь» Стародубского района Брянской области | 08.04.1971      | сельхоз            | Стародубский район   | [ ГС 16 ] |
| 17 | Зубцов Александр Егорович           | 26.04.1926 — 27.06.1998 | Председатель колхоза «Ленинский путь» Почепского района Брянской области | 08.04.1971      | сельхоз            | Почепский район      | [ ГС 17 ] |
| 18 | Кабанова Олимпиада Егоровна         | 1918 — ????             | Доярка молочного совхоза «Брасовский» Министерства совхозов СССР, Брасовский район Брянской области                                                                               | 10.09.1952      | сельхоз            | Брасовский район     | [ ГС 18 ] |
| 19 | Капралов Василий Федосеевич         | 1929 — 04.10.1995       | Бригадир шофёров Фокинского автотранспортного предприятия Министерства автомобильного транспорта РСФСР, Брянская область                                                          | 23.01.1974      | транспорт          | Брянская область     | [ ГС 19 ] |
| 20 | Карпеченко Ульяна Тихоновна         | 14.01.1923 — 17.10.1993 | Бригадир колхоза «Наука и техника» Клинцовского района Брянской области | 30.04.1966      | сельхоз            | Мглинский район      | [ ГС 20 ] |
| 21 | Кирейко Борис Павлович              | 17.01.1939 — 06.10.2002 | Звеньевой колхоза «Маяк» Новозыбковского района Брянской области | 11.12.1973      | сельхоз            | Злынковский район    | [ ГС 21 ] |
| 22 | Ковалёв Иван Николаевич             | 06.11.1937 — 21.02.2000 | Звеньевой механизированного звена совхоза «Добрунь» Севского района Брянской области                                                                                              | 08.04.1971      | сельхоз            | Севский район        | [ ГС 22 ] |
| 23 | Ковалёв Семён Иванович              | 15.04.1911 — 12.04.1984 | Председатель колхоза «Путь Ленина» Погарского района Брянской области | 30.04.1966      | сельхоз            | Погарский район      | [ ГС 23 ] |
| 24 | Ковшова Анна Ивановна               | 14.10.1926 — 1963       | Звеньевая семеноводческого колхоза «Красный прожектор» Севского района Брянской области                                                                                           | 02.08.1949      | сельхоз            | Севский район        | [ ГС 24 ] |
| 25 | Козин Пётр Петрович                 | 15.01.1919 — 12.03.1983 | Бригадир слесарей Брянского машиностроительного завода Министерства тяжёлого, энергетического и транспортного машиностроения СССР                                                 | 09.07.1966      | машиностроение     | Брянск               | [ ГС 25 ] |
| 26 | Корзанов Пётр Павлович              | 18.03.1930 — 01.04.1982 | Сталевар Бежицкого сталелитейного завода Министерства тяжёлого, энергетического и транспортного машиностроения СССР, Брянская область                                             | 05.04.1971      | машиностроение     | Почепский район      | [ ГС 26 ] |
| 27 | Королькевич Владимир Петрович       | 16.08.1930 — 19.01.2016 | Председатель колхоза «Заря коммунизма» Почепского района Брянской области | 30.04.1966      | сельхоз            | Почепский район      | [ ГС 27 ] |
| 28 | Леонова Надежда Сергеевна           | 09.08.1929 — 16.09.2013 | Доярка Кокинского совхоза-техникума Брянского района Брянской области | 08.04.1971      | сельхоз            | Выгоничский район    | [ ГС 28 ] |
| 29 | Лобус Георгий Константинович        | род. 30.01.1941         | Директор совхоза «Красный Октябрь» Стародубского района Брянской области | 23.08.1990      | сельхоз            | Стародубский район   | [ ГС 29 ] |
| 30 | Лукашов Семён Фёдорович             | 03.02.1917 — 14.02.2003 | Бригадир полеводческой бригады колхоза имени Кирова Суземского района Брянской области                                                                                            | 08.04.1971      | сельхоз            | Суземский район      | [ ГС 30 ] |
| 31 | Мажуго Анна Максимовна              | 1895—1983               | Звеньевая колхоза «Сельхозартель» Мглинского района Брянской области | 02.08.1949      | сельхоз            | Мглинский район      | [ ГС 31 ] |
| 32 | Малахевич Владимир Григорьевич      | 05.11.1930 — 22.06.2015 | Бригадир колхоза «Вперёд» Стародубского района Брянской области | 10.03.1976      | сельхоз            | Стародубский район   | [ ГС 32 ] |
| 33 | Мейпариани Вано Васильевич          | 22.12.1903 — 11.04.1975 | Директор Брянского химического завода имени 50-летия СССР Министерства машиностроения СССР                                                                                        | 20.12.1973      | оборонпром         | *Азербайджан         | [ ГС 33 ] |
| 34 | Миловидов Михаил Васильевич         | 15.11.1906 — 11.08.1978 | Начальник управления работ № 156 строительного треста № 15 Брянского совнархоза                                                                                                   | 09.08.1958      | строительство      | *Ивановская область  | [ ГС 34 ] |
| 35 | Нешков Василий Степанович           | 13.03.1923 — 18.10.1999 | Бригадир колхоза «Волна революции» Стародубского района Брянской области | 23.06.1966      | сельхоз            | Стародубский район   | [ ГС 35 ] |
| 36 | Никитина Елена Матвеевна            | 1922 — 24.03.1998       | Звеньевая колхоза «Ленинец» Трубчевского района Брянскойобласти | 30.04.1966      | сельхоз            | Трубчевский район    | [ ГС 36 ] |
| 37 | Онохин Сергей Михайлович            | 03.05.1909 — 10.12.1975 | Заведующий отделением центральной районной больницы Дятьковского района Брянской области                                                                                          | 04.02.1969      | здравоохранение    | *Вологодская область | [ ГС 37 ] |
| 38 | Протасов Валентин Васильевич        | 31.08.1931 — 2004       | Звеньевой механизированного звена колхоза имени Куйбышева Севского района Брянской области                                                                                        | 23.06.1966      | сельхоз            | Севский район        | [ ГС 38 ] |
| 39 | Пусев Родион Карпович               | 10.05.1922 — 27.11.1989 | Председатель колхоза «Большевик» Погарского района Брянской области | 11.12.1973      | сельхоз            | Погарский район      | [ ГС 39 ] |
| 40 | Родичева Марфа Яковлевна            | 1913 — 07.09.1998       | Доярка опытно-производственного хозяйства «Брянское» Брянского района Брянской области                                                                                            | 22.03.1966      | сельхоз            | *Калужская область   | [ ГС 40 ] |
| 41 | Романовский Валентин Владимирович   | 21.07.1938 — 21.07.1986 | Бригадир монтажников электромонтажного поезда № 702 треста «Трансэлектромонтаж» Государственного производственного комитета по транспортному строительству СССР, Брянская область | 22.03.1965      | строительство      | * Омская область     | [ ГС 41 ] |
| 42 | Руднев Николай Николаевич           | 19.07.1910 — 21.11.1989 | Директор Брянского завода дорожных машин имени 50-летия Великого Октября Министерства строительного, дорожного и коммунального машиностроения СССР                                | 20.04.1971      | машиностроение     | *Тульская область    | [ ГС 42 ] |
| 43 | Рылько Пётр Дмитриевич              | 25.08.1904 — 07.06.1993 | Директор Кокинского совхоза-техникума Выгоничского района Брянской области | 03.11.1980      | сельхоз            | Дубровский район     | [ ГС 43 ] |
| 44 | Саввичев Константин Иванович        | 20.02.1903 — 1980       | Заведующий отделом селекции Новозыбковской сельскохозяйственной опытной станции, Брянская область                                                                                 | 23.06.1966      | сельхоз            | Новозыбковский район | [ ГС 44 ] |
| 45 | Савчук Мария Яковлевна              | 23.03.1928 — 10.07.2008 | Свинарка совхоза «Лопандинский» Комаричского района Брянской области | 08.04.1971      | сельхоз            | Комаричский район    | [ ГС 45 ] |
| 46 | Сёмина Дина Афанасьевна             | род. 1932               | Машинист вращающихся печей Брянского цементного завода Министерства промышленности строительных материалов СССР                                                                   | 04.03.1976      | промстройматериалы | Дятьковский район    | [ ГС 46 ] |
| 47 | Сиников Андрей Алексеевич           | 1917—1983               | Бригадир овощеводческой бригады колхоза имени Ульянова Севского района Брянской области                                                                                           | 30.04.1966      | сельхоз            | Севский район        | [ ГС 47 ] |
| 48 | Солодун Николай Иванович            | 1937 — 06.06.2000       | Звеньевой совхоза «Красный Октябрь» Стародубского района Брянской области | 23.12.1976      | сельхоз            | Стародубский район   | [ ГС 48 ] |
| 49 | Старостин Николай Артёмович         | 1927 — 29.01.1997       | Фрезеровщик Брянского завода дорожных машин Министерства строительного, дорожного и коммунального машиностроения СССР                                                             | 23.07.1966      | машиностроение     | *Орловская область   | [ ГС 49 ] |
| 50 | Стецков Алексей Сергеевич           | 1930 — 02.08.1990       | Бригадир совхоза «Баклань» Почепского района Брянской области | 15.12.1972      | сельхоз            | Почепский район      | [ ГС 50 ] |
| 51 | Сук Иван Яковлевич                  | 08.02.1921 — 24.04.1978 | Путеец 79-го восстановительного железнодорожного батальона 5-й железнодорожной бригады, красноармеец                                                                              | 05.11.1943      | транспорт          | *Донецкая область    | [ ГС 51 ] |
| 52 | Терехова (Чепелева) Раиса Семёновна | 1939—2000               | Доярка совхоза «Брасовский» Брасовского района Брянской области | 22.03.1966      | сельхоз            | Брасовский район     | [ ГС 52 ] |
| 53 | Халявин Сергей Яковлевич            | 05.11.1912 — 1971       | Председатель колхоза «Коммунар» Новозыбковского района Брянской области | 22.03.1966      | сельхоз            | Комаричский район    | [ ГС 53 ] |
| 54 | Харитоненко Василий Семёнович       | 03.04.1928 — 10.12.1990 | Бригадир колхоза «Большевик» Климовского района Брянской области | 11.12.1973      | сельхоз            | Климовский район     | [ ГС 54 ] |
| 55 | Хомякова Нина Яковлевна             | 02.10.1936 — 26.12.2018 | Бригадир-хмелевод колхоза «Серп и молот» Суражского района Брянской области | 30.04.1966      | сельхоз            | Суражский район      | [ ГС 55 ] |
| 56 | Цикунов Виктор Фёдорович            | 1916—1997               | Машинист локомотивного депо Брянск-Льговский Московской железной дороги, Брянская область                                                                                         | 04.05.1971      | транспорт          | *Курская область     | [ ГС 56 ] |
| 57 | Чиченов Пётр Леонтьевич             | 1925 — 03.04.2003       | Бригадир монтажников, наставник молодёжи строительно-монтажного управления № 6 Брянского треста домостроения Министерства промышленного строительства СССР                        | 05.03.1976      | строительство      | Дубровский район     | [ ГС 57 ] |
| 58 | Шаболтаев Алексей Фёдорович         | 22.12.1927 — 05.07.1992 | Первый секретарь Климовского райкома КПСС, Брянская область | 23.12.1976      | госуправление      | Почепский район      | [ ГС 58 ] |
| 59 | Шамкова (Мартынова) Анна Федотьевна | род. 1923               | Звеньевая семеноводческого звена колхоза «Красный профинтерн» Севского района Брянской области                                                                                    | 02.04.1948      | сельхоз            | Севский район        | [ ГС 59 ] |
| 60 | Шемахов Василий Васильевич          | 03.01.1938 — 02.06.2017 | Машинист электровоза локомотивного депо Брянск-II Московской железной дороги | 18.09.1985      | транспорт          | Новозыбковский район | [ ГС 60 ] |
| 61 | Шподаренко Пётр Иванович            | 04.09.1921 — 31.12.1994 | Директор совхоза «Первомайский» Почепского района Брянской области | 23.12.1976      | сельхоз            | Мглинский район      | [ ГС 61 ] |
| 62 | Щемелинин Иван Акимович             | 28.08.1910 — 01.08.1984 | Директор птицесовхоза «Баклань» Почепского района Брянской области | 22.03.1966      | сельхоз            | Почепский район      | [ ГС 62 ] |
| 63 | Ярчуков Николай Анатольевич         | 1932—1995               | Мастер Брянского цементного завода Министерства промышленности строительных материалов РСФСР, Брянская область                                                                    | 28.07.1966      | промстройматериалы | Брянская область     | [ ГС 63 ] |

## Уроженцы Брянской области, удостоенные звания Героя Социалистического Труда в других регионах СССР
| № | Фамилия, имя, отчество          | Даты жизни              | Деятельность | Дата присвоения       | Отрасль    | Место рождения  | ГС       |
| - | ------------------------------- | ----------------------- | --- | --------------------- | ---------- | --------------- | -------- |
| 1 | Князева Мария Даниловна         | 18.09.1918 — 06.10.1982 | Бригадир виноградарского совхоза «Судак» Судакского района Крымской области | 22.02.1955 26.02.1958 | сельхоз    | Суземский район | [ ГС 1 ] |
| 2 | Морозов Александр Александрович | 29.10.1904 — 14.06.1979 | Главный конструктор Уральского танкового завода № 183 имени Коминтерна Народного комиссариата танковой промышленности СССР, Свердловская область; Начальник и главный конструктор Харьковского КБ машиностроения Министерства оборонной промышленности СССР | 20.01.1943 25.10.1974 | оборонпром | Брянск          | [ ГС 2 ] |

| №   | Фамилия, имя, отчество                | Даты жизни              | Деятельность | Дата присвоения | Отрасль            | Место рождения       | ГС         |
| --- | ------------------------------------- | ----------------------- | --- | --------------- | ------------------ | -------------------- | ---------- |
| 1   | Абушек Павел Захарович                | 17.06.1918 — 15.02.1983 | Старший мастер завода № 524 Удмуртского совета народного хозяйства | 17.06.1961      | машиностроение     | Стародубский район   | [ ГС 3 ]   |
| 2   | Акуленко Василий Иванович             | 08.02.1937 — 19.08.2019 | Бригадир совхоза «Бауманский» Краснознаменского района Целиноградской области | 03.03.1980      | сельхоз            | Почепский район      | [ ГС 4 ]   |
| 3   | Александров Николай Николаевич        | 11.06.1917 — 07.10.1981 | Директор Научно-исследовательского института онкологии и медицинской радиологии Министерства здравоохранения Белорусской ССР, заведующий кафедрой Белорусского института усовершенствования врачей, член-корреспондент Академии медицинских наук СССР, гор. Минск | 10.06.1977      | наука              | Брянск               | [ ГС 5 ]   |
| 4   | Алесенко Василий Антонович            | 23.02.1926 — 28.07.1981 | Бригадир горнорабочих очистного забоя шахты № 66 комбината «Свердловантрацит» Министерства угольной промышленности Украинской ССР, Ворошиловградская область | 30.03.1971      | углепром           | Стародубский район   | [ ГС 6 ]   |
| 5   | Алёшин Анатолий Антипович             | род. 28.03.1938         | Слесарь-монтажник специального производственно-монтажного управления № 9 треста «Спецмашмонтаж» Министерства монтажных и специальных строительных работ Украинской ССР, гор. Днепропетровск                                                                       | 29.08.1969      | строительство      | Рогнединский район   | [ ГС 7 ]   |
| 6   | Антонов Павел Тихонович               | 20.12.1904 — 01.10.1980 | Первый секретарь Цюрупинского райкома Компартии Казахстана, Павлодарская область | 11.01.1957      | госуправление      | Дубровский район     | [ ГС 8 ]   |
| 7   | Архангельский Михаил Сергеевич        | 19.09.1898 — 20.06.1987 | Управляющий трестом «Ворошиловуголь» комбината «Ворошиловградуголь» Министерства угольной промышленности западных районов СССР, Ворошиловградская область | 28.08.1948      | углепром           |                      | [ ГС 9 ]   |
| 8   | Блантер Матвей Исаакович              | 10.02.1903 — 27.09.1990 | Композитор, народный артист СССР, гор. Москва | 10.02.1983      | культура           | Почеп                | [ ГС 10 ]  |
| 9   | Боханов Николай Иванович              | 03.08.1913 — 18.08.2005 | Директор производственной фирмы шерстяных детских тканей «Подмосковье» Министерства текстильной промышленности РСФСР, гор. Мытищи Московской области | 31.12.1973      | легпром            | Клинцовский район    | [ ГС 11 ]  |
| 10  | Бочаров Андрей Данилович              | 1904 — 04.06.1988       | Заведующий фермой колхоза имени Чкалова Кунцевского района Московской области | 07.04.1949      | сельхоз            | Рогнединский район   | [ ГС 12 ]  |
| 11  | Буренков Иван Иванович                | 14.03.1903 — 08.01.1996 | Председатель колхоза «Заветы Ильича» Каневского района Краснодарского края | 31.12.1965      | сельхоз            | Севский район        | [ ГС 13 ]  |
| 12  | Введенский Михаил Михайлович          | 29.05.1901 — 30.04.1978 | Председатель исполнительного комитета районного Совета депутатов трудящихся Молотовского района Куйбышевской области | 26.02.1948      | госуправление      | Дятьковский район    | [ ГС 14 ]  |
| 13  | Винников Дмитрий Иванович             | 21.10.1911 — 09.11.2006 | Бригадир тракторной бригады Ново-Михайловской МТС Алтайского района Хакасской автономной области | 07.01.1948      | сельхоз            | Гордеевский район    | [ ГС 15 ]  |
| 14  | Винников Михаил Семёнович             | 10.03.1925 — 17.10.1998 | Бригадир комплексной бригады каменщиков УНР-3 строительного треста № 20 Главленинградстроя при исполкоме Ленинградского городского Совета депутатов трудящихся | 25.03.1971      | строительство      | Стародубский район   | [ ГС 16 ]  |
| 15  | Володова Мария Захаровна              | 15.12.1924 — 19.07.2010 | Звеньевая колхоза «Украина» Куйбышевского района Запорожской области | 23.06.1966      | сельхоз            | Брасовский район     | [ ГС 17 ]  |
| 16  | Галин Антон Герасимович               | 29.12.1917 — 05.08.1991 | Шофёр «Братскгэсстрой» Министерства энергетики и электрификации СССР, Иркутская область | 23.02.1966      | энергетика         | Суземский район      | [ ГС 18 ]  |
| 17  | Ганжа Александр Иванович              | 06.10.1929 — 22.09.2017 | Старший машинист экскаватора Хойникского строительно-монтажного управления треста «Калинковичиводстрой» Министерства мелиорации и водного хозяйства Белорусской ССР, Гомельская область                                                                           | 08.04.1971      | мелиоводхоз        | Стародубский район   | [ ГС 19 ]  |
| 18  | Георгиевский Александр Сергеевич      | 11.12.1914 — 20.08.1969 | Директор совхоза «Ливенский» Ливенского района Орловской области | 22.03.1966      | сельхоз            | Выгоничский район    | [ ГС 20 ]  |
| 19  | Горлов Григорий Кириллович            | 25.12.1912 — 16.08.2003 | Первый секретарь Изобильненского райкома КПСС, Ставропольский край | 07.12.1973      | госуправление      | Красногорский район  | [ ГС 21 ]  |
| 20  | Гоцин Юрий Панфидьевич                | 01.02.1941 — 30.08.2011 | Бригадир комплексной бригады комсомольско-молодёжного строительно-монтажного управления № 2 треста «Севергазстрой» Главямбургнефтегазстроя Министерства строительства предприятий нефтяной и газовой промышленности СССР, Ямало-Ненецкий автономный округ         | 15.05.1985      | строительство      | Рогнединский район   | [ ГС 22 ]  |
| 21  | Грибачёв Николай Матвеевич            | 19.12.1910 — 10.03.1992 | Секретарь правления Союза писателей СССР, главный редактор журнала «Советский Союз», гор. Москва | 27.09.1974      | культура           | Выгоничский район    | [ ГС 23 ]  |
| 22  | Григорьев Анатолий Владимирович       | 31.10.1931 — 17.02.2020 | Командир авиационной эскадрильи Отдельного авиационного отряда гражданской авиации Министерства гражданской авиации СССР, гор. Москва | 04.02.1983      | транспорт          | Брянск               | [ ГС 24 ]  |
| 23  | Даньшин Василий Васильевич            | 1938 — 05.05.1994       | Бригадир изоляционно-укладочной колонны специализированного управления № 5 треста «Спецгазстрой» Министерства строительства предприятий нефтяной и газовой промышленности СССР, Тюменская область                                                                 | 05.10.1973      | строительство      |                      | [ ГС 25 ]  |
| 24  | Дидок Василий Данилович               | 05.05.1930 — 10.05.2006 | Бригадир судосборщиков завода имени 61 коммунара Министерства судостроительной промышленности СССР, Николаевская область | 18.02.1975      | машиностроение     | Красногорский район  | [ ГС 26 ]  |
| 25  | Дикий Фёдор Матвеевич                 | 15.06.1916 — 1994       | Председатель колхоза имени Димитрова Москаленского района Омской области | 22.03.1966      | сельхоз            | Климовский район     | [ ГС 27 ]  |
| 26  | Дроздов Владимир Васильевич           | 04.01.1910 — 04.05.1985 | Директор Норильского горнометаллургического комбината имени А. П. Завенягина Красноярского совнархоза | 09.06.1961      | металлургия        | Брянск               | [ ГС 28 ]  |
| 27  | Дроздов Ефим Васильевич               | 1878 — 07.09.1954       | Старший чабан колхоза имени Крупской Цюрупинского района Павлодарской области | 09.10.1949      | сельхоз            | Стародубский район   | [ ГС 29 ]  |
| 28  | Дроздов Леонид Фёдорович              | 20.03.1928 — 24.08.2003 | Токарь Киевского завода «Коммунист» Министерства радиопромышленности СССР | 16.01.1974      | радиопром          |                      | [ ГС 30 ]  |
| 29  | Ермаков Пётр Александрович            | 05.11.1914 — 18.03.1969 | Поездной вагонный мастер колонны особого резерва № 7 | 05.11.1943      | транспорт          | Унечский район       | [ ГС 31 ]  |
| 30  | Ефименко Нина Федосовна               | 1941 — 04.04.2005       | Мастер машинного доения совхоза «Краснопольский» Углегорского района Сахалинской области | 14.12.1984      | сельхоз            | Стародубский район   | [ ГС 32 ]  |
| 31  | Ефременкова Юлия Лаврентьевна         | 28.05.1928 — 26.08.2018 | Бригадир птицеводческой фермы совхоза «Мясново» Ленинского района Тульской области | 22.03.1966      | сельхоз            |                      | [ ГС 33 ]  |
| 32  | Жариков Иван Егорович                 | 07.06.1911 — 16.08.1978 | Зоотехник колхоза «Горшиха» Ярославского района Ярославской области | 22.03.1966      | сельхоз            | Почепский район      | [ ГС 34 ]  |
| 33  | Зименок Василий Петрович              | 02.01.1934 — 25.09.2023 | Проходчик горных выработок шахты № 121 комбината «Карагандауголь» Министерства угольной промышленности СССР, Карагандинская область | 30.03.1971      | углепром           | Красногорский район  | [ ГС 35 ]  |
| 34  | Золотухин Пётр Григорьевич            | 28.01.1927 — 07.08.1974 | Машинист автомобильного крана строительно-монтажного управления № 10 сварочно-монтажного треста Министерства газовой промышленности СССР, Гурьевская область | 30.03.1971      | газпром            | Почепский район      | [ ГС 36 ]  |
| 35  | Зуев Василий Петрович                 | 04.05.1927 — 13.09.2015 | Машинист тушильного вагона Магнитогорского металлургического комбината имени В. И. Ленина Министерства чёрной металлургии СССР, Челябинская область | 30.03.1971      | металлургия        | Трубчевский район    | [ ГС 37 ]  |
| 36  | Зюзько Лаврентий Антонович            | 1913—1982               | Председатель колхоза имени Шевченко Куйбышевского района Куйбышевской области | 26.02.1948      | сельхоз            | Суражский район      | [ ГС 38 ]  |
| 37  | Иваненко Фёдор Иосифович              | 1910 — 15.01.1950       | Председатель колхоза «Политотделец» Марьянского района Краснодарского края | 06.05.1948      | сельхоз            | Суражский район      | [ ГС 39 ]  |
| 38  | Иванов Илья Иванович                  | 13.08.1899 — 02.05.1967 | Главный конструктор ОКБ-221 завода «Баррикады», генерал-майор технических войск, гор. Сталинград | 28.10.1940      | оборонпром         | Брянск               | [ ГС 40 ]  |
| 39  | Иванцов Николай Максимович            | 29.12.1913 — 27.02.2002 | Заместитель Министра энергетики и электрификации СССР, бывший начальник управления строительства «Саратовгэсстрой» | 29.11.1972      | энергетика         | Брянск               | [ ГС 41 ]  |
| 40  | Иващенко Николай Минович              | 1908—1964               | Бригадир колхоза имени Шевченко Куйбышевского района Куйбышевской области | 26.02.1948      | сельхоз            | Суражский район      | [ ГС 42 ]  |
| 41  | Ионенко Иван Родионович               | 03.12.1927 — 30.07.1995 | Машинист трубной машины Воскресенского комбината асбоцементных изделий «Красный строитель» Министерства промышленности строительных материалов РСФСР, Московская область                                                                                          | 28.07.1966      | промстройматериалы | Брянская область     | [ ГС 43 ]  |
| 42  | Исаченко Василий Фомич                | 14.01.1924 — 04.09.2011 | Бригадир штукатуров строительного управления № 12 треста № 2, Амурская область | 11.08.1966      | строительство      | Злынковский район    | [ ГС 44 ]  |
| 43  | Казаков Леонид Давыдович              | род. 25.03.1951         | Бригадир комплексной бригады строительно-монтажного поезда № 266 треста «Ленабамстрой» Министерства транспортного строительства СССР, Иркутская область | 05.02.1981      | строительство      | Климовский район     | [ ГС 45 ]  |
| 44  | Караулов Кирилл Иванович              | 1916—1968               | Бригадир навалоотбойщиков шахты Мгачи комбината «Сахалинуголь» Министерства угольной промышленности восточных районов СССР, Сахалинская область | 28.08.1948      | углепром           | Гордеевский район    | [ ГС 46 ]  |
| 45  | Карпов Пётр Фёдорович                 | 22.02.1912 — 05.10.1979 | Старший зоотехник ордена Ленина конного завода № 158, Сальский район Ростовской области | 26.07.1949      | сельхоз            | Новозыбковский район | [ ГС 47 ]  |
| 46  | Картавая Анна Ефимовна                | 1900 — 02.11.1956       | Звеньевая колхоза «Путь новой жизни» Мариинского района Кемеровской области | 06.03.1948      | сельхоз            | Красногорский район  | [ ГС 48 ]  |
| 47  | Кирнарский Абрам Менделевич           | 19.11.1919 — 12.1965    | Командир Краснознамённого 81-го восстановительного железнодорожного батальона, майор | 05.11.1943      | транспорт          | Погарский район      | [ ГС 49 ]  |
| 48  | Климченков Михаил Михайлович          | 30.03.1930 — 28.10.2000 | Старший офицер отдела Главного управления эксплуатации ракетного вооружения Ракетных войск стратегического назначения СССР, подполковник, Московская область | 29.08.1969      | оборона            | Суземский район      | [ ГС 50 ]  |
| 49  | Клиндух Афанасий Андронович           | 05.07.1903 — 20.04.1994 | Комбайнёр Копанской МТС Ейского района Краснодарского края | 17.07.1951      | сельхоз            | Почепский район      | [ ГС 51 ]  |
| 50  | Козлов Тимофей Михайлович             | 19.01.1914 — 26.07.1984 | Начальник прокатного цеха Ижевского металлургического завода Министерства оборонной промышленности СССР, Удмуртская АССР | 28.07.1966      | оборонпром         | Красногорский район  | [ ГС 52 ]  |
| 51  | Коновалова Варвара Михайловна         | 19.12.1909 — 24.08.1995 | Звеньевая совхоза имени Полины Осипенко Бахчисарайского района Крымской области | 26.02.1958      | сельхоз            | Рогнединский район   | [ ГС 53 ]  |
| 52  | Копылов Василий Евлампиевич           | 25.09.1932 — 2003       | Механизатор совхоза «Заречный» Есильского района Тургайской области | 19.02.1981      | сельхоз            | Почепский район      | [ ГС 54 ]  |
| 53  | Коробцов Иван Афанасьевич             | 28.11.1936 — 09.10.2000 | Бригадир комплексной бригады Челябинского завода дорожных машин имени Д. В. Колющенко Министерства строительного, дорожного и коммунального машиностроения СССР                                                                                                   | 10.06.1986      | машиностроение     | Клетнянский район    | [ ГС 55 ]  |
| 54  | Кохан Михаил Федотович                | 1907 — ????             | Начальник шахты № 4—5 «Никитовка» треста «Горловскуголь» Министерства угольной промышленности Украинской ССР, Сталинская область | 26.04.1957      | углепром           |                      |            |
| 55  | Крейдик Сергей Михайлович             | 03.12.1909 — 08.05.1980 | Старший агроном Стахановской МТС Октябрьского района Сталинабадской области | 03.05.1949      | сельхоз            | Погарский район      | [ ГС 56 ]  |
| 56  | Кундик Иван Кондратьевич              | 23.06.1919 — 25.05.1996 | Председатель колхоза «Заря» Богородского района Горьковской области | 08.04.1971      | сельхоз            | Климовский район     | [ ГС 57 ]  |
| 57  | Лексин Николай Сергеевич              | 01.07.1932 — 29.04.2018 | Бригадир машинистов экскаватора разреза «Юго-Западный» производственного объединения «Дальвостуголь» Министерства угольной промышленности СССР, Амурская область                                                                                                  | 25.10.1982      | углепром           |                      | [ ГС 58 ]  |
| 58  | Леонов Владимир Васильевич            | 08.01.1937 — 17.10.2005 | Тракторист-машинист совхоза имени Ленина Иртышского района Павлодарской области | 13.12.1972      | сельхоз            | Выгоничский район    | [ ГС 59 ]  |
| 59  | Лосев Семён Фёдорович                 | 31.08.1914 — 19.03.1974 | Директор совхоза «Плосковский» Починковского района Смоленской области | 08.04.1971      | сельхоз            | Дубровский район     | [ ГС 60 ]  |
| 60  | Макарцов Александр Павлович           | 15.09.1936 — 23.01.2008 | Бригадир проходчиков шахтопроходческого управления № 2 треста «Краснодоншахтострой» Министерства угольной промышленности Украинской ССР, гор. Краснодон Ворошиловградской области                                                                                 | 02.03.1981      | углепром           | Суземский район      | [ ГС 61 ]  |
| 61  | Мамичев Фёдор Фролович                | 1910—1975               | Старший сварщик рельсо-балочного цеха Енакиевского металлургического завода Сталинского совнархоза | 19.07.1958      | металлургия        | Дубровский район     | [ ГС 62 ]  |
| 62  | Маркин Сергей Васильевич              | 1902 — ????             | Скотник колхоза «Новая жизнь» Боградского района Хакасской автономной области | 10.08.1949      | сельхоз            |                      |            |
| 63  | Масенков Константин Егорович          | 07.05.1911 — ????       | Начальник горного цеха строительного управления № 4 треста «Дорогобужшахтострой» Главцентрошахтостроя Министерства строительства предприятий угольной промышленности СССР, Смоленская область                                                                     | 26.04.1957      | строительство      | Дятьковский район    | [ ГС 63 ]  |
| 64  | Медведев Анатолий Васильевич          | род. 1932               | Вальщик Красноярского химического комбината «Енисей» Министерства машиностроения СССР | 29.03.1976      | оборонпром         |                      |            |
| 65  | Медведев Виктор Михайлович            | 01.04.1913 — 25.05.1943 | Бывший начальник депо Елец Московско-Донбасской железной дороги, Орловская область | 05.11.1943      | транспорт          | Брянск               | [ ГС 64 ]  |
| 66  | Мизгунова Парасковья Петровна         | 29.05.1924 — 31.08.2007 | Доярка племенного молочного совхоза № 55 Министерства совхозов СССР, Гурьевский район Калининградской области | 06.09.1950      | сельхоз            | Стародубский район   | [ ГС 65 ]  |
| 67  | Могилёвцев Иван Иванович              | 04.05.1922 — ????       | Машинист вращающихся печей Кричевского цементно-шиферного комбината Белорусского совнархоза, Могилёвская область | 09.08.1958      | промстройматериалы | Суражский район      | [ ГС 66 ]  |
| 68  | Моторкина Александра Дмитриевна       | 22.04.1928 — 08.12.1997 | Телятница совхоза «Сычёвский» Свободненского района Амурской области | 08.04.1971      | сельхоз            | Брасовский район     | [ ГС 67 ]  |
| 69  | Надсадный Терентий Григорьевич        | 06.1922 — 01.1981       | Председатель колхоза «Завет» Междуреченского района Вологодской области | 23.03.1966      | сельхоз            | Злынковский район    | [ ГС 68 ]  |
| 70  | Нахабин Василий Павлович              | 01.01.1909 — 01.04.1976 | Директор Серовского завода ферросплавов Министерства чёрной металлургии СССР, Свердловская область | 22.03.1966      | металлургия        | Злынковский район    | [ ГС 69 ]  |
| 71  | Низяев Вячеслав Михайлович            | 17.03.1912 — 24.08.1981 | Главный инженер Невинномысского химического комбината Министерства химической промышленности СССР, Ставропольский край | 20.04.1971      | химпром            | Брянск               | [ ГС 70 ]  |
| 72  | Обыдённов Дмитрий Степанович          | 05.10.1925 — 04.03.1983 | Старший вальцовщик цеха № 2 Лысьвенского металлургического завода Пермского совнархоза | 28.05.1960      | металлургия        | Трубчевский район    | [ ГС 71 ]  |
| 73  | Орлов Василий Яковлевич               | 1908 — 06.07.1998       | Работник оборонного предприятия, гор. Москва | 29.07.1966      |                    |                      |            |
| 74  | Панченков Николай Кузьмич             | 1932 — 07.03.2022       | Тракторист-машинист совхоза «Кумылженский» Михайловского района Волгоградской области | 10.02.1975      | сельхоз            | Суземский район      | [ ГС 72 ]  |
| 75  | Пастух Анна Григорьевна               | 15.03.1928 — 22.05.2018 | Доярка государственного племенного завода «Большое Алексеевское» Ступинского района Московской области | 08.04.1971      | сельхоз            |                      | [ ГС 73 ]  |
| 76  | Петровский Иван Георгиевич            | 18.01.1901 — 15.01.1973 | Ректор Московского государственного университета имени М. В. Ломоносова, академик Академии наук СССР | 13.03.1969      | наука              | Севский район        | [ ГС 74 ]  |
| 77  | Пирожкова (Котикова) Елена Викторовна | 04.04.1932 — 09.02.1986 | Доярка Бородулинского совхоза Сысертского района Свердловской области | 08.03.1958      | сельхоз            |                      | [ ГС 75 ]  |
| 78  | Пожарицкая Нина Михайловна            | 1930 — 12.02.2006       | Доярка колхоза «Путь к коммунизму» Черняховского района Калининградской области | 08.04.1971      | сельхоз            | Стародубский район   | [ ГС 76 ]  |
| 79  | Половинко Виктор Павлович             | 19.12.1906 — 16.12.1977 | Первый секретарь Гомельского райкома Компартии Белоруссии, Гомельская область | 18.01.1958      | госуправление      | Почепский район      | [ ГС 77 ]  |
| 80  | Приставка Михаил Иванович             | 1910 — ????             | Шофёр автобазы № 20 управления «Мосстройтранс» Главмосавтотранса, гор. Москва | 21.06.1963      | транспорт          | Погарский район      | [ ГС 78 ]  |
| 81  | Проскурин Леонид Дмитриевич           | род. 1928               | Машинист экскаватора строительного управления № 23 треста № 3 Главташкентстроя, гор. Ташкент | 25.03.1971      | строительство      |                      |            |
| 82  | Проскурин Пётр Лукич                  | 22.01.1928 — 26.10.2001 | Писатель, общественный деятель, гор. Москва | 21.01.1988      | культура           | Севский район        | [ ГС 79 ]  |
| 83  | Прыгункова Елизавета Сергеевна        | 30.11.1929 — 23.03.2020 | Доярка совхоза «Мичуринский» Тимирязевского района Северо-Казахстанской области | 08.04.1971      | сельхоз            | Брянск               | [ ГС 80 ]  |
| 84  | Рудаков Николай Петрович              | 1919 — 24.05.1990       | Директор Четвёртого государственного подшипникового завода Министерства автомобильной промышленности СССР, гор. Куйбышев | 11.03.1976      | машиностроение     | Трубчевский район    | [ ГС 81 ]  |
| 85  | Руденок Савелий Борисович             | 04.01.1905 — 07.04.1992 | Мастер листопрокатного стана Ново-Московского металлургического завода Днепропетровского совнархоза | 19.07.1958      | металлургия        | Климовский район     | [ ГС 82 ]  |
| 86  | Савоничев Георгий Васильевич          | 02.04.1914 — 27.04.1991 | Директор Гусевского хрустального завода Министерства промышленности строительных материалов РСФСР, Владимирская область | 07.05.1971      | промстройматериалы | Дятьковский район    | [ ГС 83 ]  |
| 87  | Савченко Григорий Ефимович            | 1919—1979               | Машинист горного комбайна шахты № 12 треста «Орджоникидзеуголь» комбината «Артёмуголь» Министерства угольной промышленности Украинской ССР, Донецкая область | 29.06.1966      | углепром           |                      |            |
| 88  | Самошонков Василий Егорович           | 1928—1983               | Проходчик Таштагольского рудника Кузнецкого металлургического комбината Министерства чёрной металлургии СССР, Кемеровская область | 22.03.1966      | металлургия        | Брянский район       | [ ГС 84 ]  |
| 89  | Самусенко Пётр Николаевич             | 01.05.1931 — 16.09.1993 | Генеральный директор производственного объединения «Сибтепломаш» Государственной ассоциации «Союзстройматериалов», Иркутская область | 22.04.1991      | промстройматериалы | Гордеевский район    | [ ГС 85 ]  |
| 90  | Сафронова Мария Кузьминична           | 24.09.1907 — ????       | Доярка колхоза «Красная звезда» Кингисеппского района Ленинградской области | 22.06.1957      | сельхоз            | Рогнединский район   | [ ГС 86 ]  |
| 91  | Сенина Клавдия Егоровна               | 1925—1955               | Звеньевая молочного совхоза № 141 Гусевского района Калининградской области | 08.04.1949      | сельхоз            | Брянск               | [ ГС 87 ]  |
| 92  | Сергиенко Фёдор Афанасьевич           | 11.05.1911 — 29.09.2002 | Председатель колхоза «Путь к коммунизму» Еланского района Волгоградской области | 23.06.1966      | сельхоз            | Красногорский район  | [ ГС 88 ]  |
| 93  | Сироткина Мария Ивановна              | 22.06.1918 — 09.06.1999 | Бригадир бетонщиков строительно-монтажного управления № 2 треста «Мособлстрой» № 9 Главмособлстроя при Мособлисполкоме, гор. Электросталь Московской области | 07.05.1971      | строительство      | Стародубский район   | [ ГС 89 ]  |
| 94  | Слесаревич Сергей Васильевич          | 01.10.1915 — 04.03.1981 | Заместитель главного инженера — главный технолог «Северного машиностроительного предприятия» Министерства судостроительной промышленности СССР, гор. Северодвинск Архангельской области                                                                           | 04.12.1974      | сельхоз            | Стародубский район   | [ ГС 90 ]  |
| 95  | Трушкин Сергей Фёдорович              | 1923 — 03.1999          | Слесарь Московского завода точных измерительных приборов «Тизприбор» Министерства приборостроения, средств автоматизации и систем управления СССР | 20.04.1971      | приборостроение    | Дубровский район     | [ ГС 91 ]  |
| 96  | Феноменов Николай Алексеевич          | 21.08.1912 — 23.08.1987 | Механик шахтно-строительного участка строительно-монтажного управления № 3 Мосметростроя Министерства транспортного строительства СССР | 15.06.1970      | строительство      | Дятьковский район    | [ ГС 92 ]  |
| 97  | Фомин Михаил Климович                 | 24.01.1936 — 15.06.2016 | Бригадир слесарей-монтажников специализированного управления № 165 треста «Мослифтмонтаж» Главмосмонтажспецстроя, гор. Москва | 16.07.1980      | строительство      |                      | [ ГС 93 ]  |
| 98  | Хлебородов Андрей Иванович            | 1896 — 10.1973          | Бригадир конного завода № 173 Днепропетровской области | 12.09.1949      | сельхоз            |                      | [ ГС 94 ]  |
| 99  | Цвилёв Иван Макарович                 | 15.10.1935 — 29.11.2000 | Бригадир электросварщиков Первого Новокузнецкого строительно-монтажного управления треста «Сибстальконструкция» Министерства монтажных и специальных строительных работ СССР, Кемеровская область                                                                 | 22.05.1986      | строительство      |                      | [ ГС 95 ]  |
| 100 | Цинцадзе Татьяна Максимовна           | 1914 — 07.01.1996       | Рабочая Чаквинского совхоза имени Ленина Министерства сельского хозяйства СССР, Кобулетский район Аджарской АССР | 01.09.1951      | сельхоз            |                      | [ ГС 96 ]  |
| 101 | Цыганков Аркадий Фёдорович            | род. 1931               | Капитан среднего рыболовного траулера-рефрижератора № 9051 Управления тралового флота, Калининградская область | 13.04.1963      | рыбпром            |                      | [ ГС 97 ]  |
| 102 | Цыганков Василий Ильич                | 24.02.1911 — 24.05.1994 | Слесарь Свердловского мясокомбината Министерства мясной и молочной промышленности РСФСР | 14.06.1966      | пищепром           |                      | [ ГС 98 ]  |
| 103 | Чвелёв Николай Захарович              | 14.03.1933 — 13.05.2011 | Управляющий отделением совхоза «Муслюмовский» Сосновского района Челябинской области | 06.06.1984      | сельхоз            | Жирятинский район    | [ ГС 99 ]  |
| 104 | Чубаров Владимир Васильевич           | 19.07.1908 — 1989       | Начальник Октябрьской железной дороги, гор. Ленинград | 16.01.1974      | транспорт          |                      | [ ГС 100 ] |
| 105 | Чугунов Сергей Александрович          | 05.09.1923 — 11.07.2012 | Председатель колхоза «Заря коммунизма» Гусевского района Калининградской области | 22.03.1966      | сельхоз            | Комаричский район    | [ ГС 101 ] |
| 106 | Чуев Григорий Сергеевич               | 1915 — ????             | Комбайнёр Восточной МТС Ленинградского района Краснодарского края | 20.05.1952      | сельхоз            | Навлинский район     | [ ГС 102 ] |
| 107 | Шапедько Александр Павлович           | 06.09.1932 — 30.10.2017 | Бригадир комплексной бригады строительно-монтажного управления № 19 треста «Пятигорскстрой» Министерства промышленного строительства СССР, Ставропольский край | 19.03.1981      | строительство      | Клинцовский район    | [ ГС 103 ] |
| 108 | Шафран Арон Моисеевич                 | 17.04.1902 — 11.1993    | Главный зоотехник отдела сельского хозяйства Ленинского района Московской области | 05.10.1950      | сельхоз            | Мглинский район      | [ ГС 104 ] |
| 109 | Шевцов Анатолий Егорович              | род. 15.08.1933         | Директор Рославльского льнозавода Министерства текстильной промышленности РСФСР, Смоленская область | 08.08.1989      | легпром            | Клинцовский район    | [ ГС 105 ] |
| 110 | Шик Иван Данилович                    | род. 27.11.1930         | Комбайнёр Волновахской птицефабрики Волновахского района Донецкой области | 10.02.1975      | сельхоз            |                      | [ ГС 106 ] |
| 111 | Шкряба Агриппина Корнеевна            | 1918 — ????             | Доярка совхоза имени Димитрова Жовтневого района Николаевской области | 22.03.1966      | сельхоз            |                      |            |
| 112 | Шугар Сергей Сергеевич                | 20.08.1937 — 14.08.2019 | Главный инженер объединения «Тюменьлеспром» Министерства лесной и деревообрабатывающей промышленности СССР, Тюменская область | 08.01.1974      | леспром            | Стародубский район   | [ ГС 107 ] |
| 113 | Юрков Вячеслав Владимирович           | 23.05.1937 — 27.05.2004 | Бригадир горнорабочих очистного забоя шахтоуправления № 2 треста «Красноармейскуголь» комбината «Донецкуголь» Министерства угольной промышленности Украинской ССР, Донецкая область                                                                               | 29.06.1966      | углепром           |                      | [ ГС 108 ] |
| 114 | Якин Виктор Васильевич                | 19.06.1928 — 16.11.2004 | Машинист локомотивного депо Попасная Донецкой железной дороги, Ворошиловградская область | 04.05.1971      | транспорт          | Комаричский район    | [ ГС 109 ] |

## Герои Социалистического Труда, прибывшие в Брянскую область на постоянное проживание из других регионов
| № | Фамилия, имя, отчество            | Даты жизни              | Деятельность | Дата присвоения | Отрасль       | Место проживания | ГС       |
| - | --------------------------------- | ----------------------- | --- | --------------- | ------------- | ---------------- | -------- |
| 1 | Бизюков Иван Егорович             | 22.08.1919 — 07.12.1999 | Командир отделения минно-подрывного взвода 82-го отдельного восстановительного железнодорожного батальона 17-й железнодорожной бригады                          | 05.11.1943      | транспорт     | Брянск           | [ ГС 1 ] |
| 2 | Боднар Александр Ефимович         | 25.08.1940 — 09.04.2022 | Механизатор совхоза «Индустриальный» Нуринского района Карагандинской области                                                                                   | 03.03.1980      | сельхоз       | Брянский район   | [ ГС 2 ] |
| 3 | Зудин Михаил Яковлевич            | 11.10.1919 — 26.10.2002 | Токарь Томского электромеханического завода «Сибэлектромотор» Министерства электротехнической промышленности СССР                                               | 20.04.1971      | электропром   | Брянск           | [ ГС 3 ] |
| 4 | Романовский Валентин Владимирович | 21.07.1938 — 21.07.1986 | Бригадир монтажников электромонтажного поезда № 702 треста «Трансэлектромонтаж» Государственного производственного комитета по транспортному строительству СССР | 22.03.1965      | строительство | Брянск           | [ ГС 4 ] |